# 联轨站
联轨站（junction station）是指工矿企业专用线与铁路网接轨的车站，或者铁路工程部门临管新线与铁路局管辖线路接轨的车站。也译作接轨站，根据国家标准《铁路工程术语标准》，指有两条及以上的铁路正线引入的车站或有铁路专用线、岔线与国铁接轨的车站。也定义为第三方向的线路引入铁路干线的车站称为联轨站。一般应尽可能在干线的技术作业站或其前方站引入。
地方铁路与国铁之间的交轨联运，地方铁路设交接站（场），通过交接线联络国铁的接轨站。国家标准《铁路工程术语标准》定义交接站（delivery-receiving station）为国家铁路与铁路专用线（专用铁路）或地方铁路办理车辆、货物交接作业的车站。
2019年9月1日国家发改委、自然资源部、交通运输部、国家铁路局、中国国家铁路集团有限公司发布《关于加快推进铁路专用线建设的指导意见》(发改基础〔2019〕1445号)指出：规划新建客货共线、货运专线铁路时，具备同步实施条件的，新建铁路要提供有利的接轨条件，按照专用线能力需要配套建设接轨站。 